# IEEE 802.11s
IEEE 802.11s，電機電子工程師學會（IEEE）標準之一，為802.11中對於無線網狀網路的延伸與增補標準（amendment）。它規範了無線裝置之間如何進行互動，以形成 WLAN網狀網路，可以被用來形成無線隨意網路。

## 描述
它擴展了 IEEE 802.11 介质访问控制（MAC）標準，定義了利用自我組態的多點跳躍拓樸（multi-hop topologies），進行無線感知（radio-aware metrics），以支援廣播、群播與單播傳送網路封包的架構與協定。

## 外部連結
- 802.11s狀態（页面存档备份，存于）
- Open80211s.org